# But It's Alright
But It's Alright é o segundo Álbum de estreia do cantor de soul americano J.J. Jackson lançado no dia 23 de Julho de 1971.

## Faixas de músicas
O álbum do artísta J.J. Jackson contém 4 faixas com músicas todas com participações de artístas do mesmo.
1. But It's Alright
2. Written-By – Jackson, Tubbs
3. Do The Boogaloo
4. Written-By – Lewis, Jackson